# Grötingen (järnvägsstation)

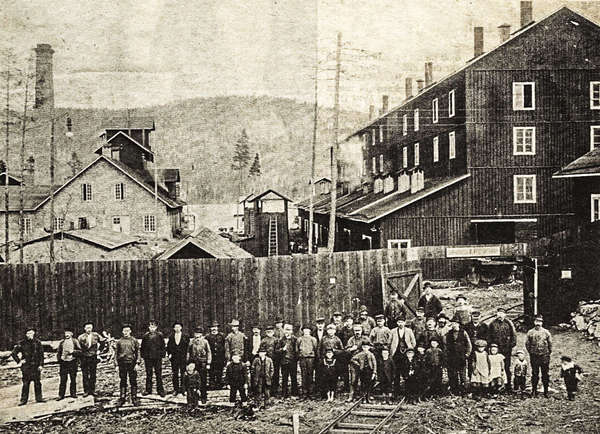
Invånare i Grötingen 1897

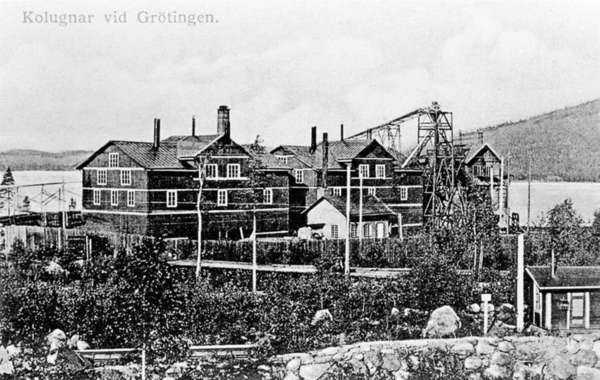
Kolugnarna i Grötingen

Grötingen är en nedlagd järnvägsstation vid Stambanan genom övre Norrland som är belägen i Revsunds socken i Jämtlands län söder om sjön Grötingen.
Grötingen var militärmötesplats från 1883, blev hållplats 1894 och station 1918. Godstrafiken upphörde 1967 och stationen nedlades helt 1968. Stationshuset uppfördes 1917. I samhället fanns 1949 omkring 150 invånare, diverseaffärer och omkring 300 meter från järnvägsstationen en folkskola. Bland de större företagen märktes AB Elektrisk Kraftstation och AB Carbos Nya Fabriker, som bedrev tjärframställning och ugnskolning av trä Efter flera konkurser lade AB Carbo slutligen ner verksamheten 1938. Industriverksamheten gav upphov till omfattande miljöföroreningar som ännu inte sanerats. I Grötingen har även funnits en fångvårdskoloni.